# Leandro dos Santos
Leandro Nascimento dos Santos (ur. 13 stycznia 1993 w Aracaju) – brazylijski siatkarz, grający na pozycji środkowego, reprezentant Brazylii. 

## Sukcesy klubowe
Liga brazylijska:
- 2014, 2018
- 2013, 2017

Puchar CEV:
- 2022[2]

Liga francuska:
- 2023[3], 2025[4]
- 2022[5]

Puchar Francji:
- 2023[6]

Superpuchar Francji:
- 2023[7]

## Sukcesy reprezentacyjne
Puchar Panamerykański Kadetów:
- 2011[8]

Mistrzostwa Ameryki Południowej Juniorów:
- 2012

Puchar Panamerykański U-23:
- 2012

Mistrzostwa Świata U-21:
- 2013

Mistrzostwa Świata U-23:
- 2013

Mistrzostwa Ameryki Południowej U-23:
- 2014

Puchar Panamerykański:
- 2015
- 2018

Mistrzostwa Świata:
- 2022[9]

## Nagrody indywidualne
- 2012: Najlepszy blokujący Mistrzostw Ameryki Południowej Juniorów